# Stenosteus
Stenosteus là một chi cá da phiến kích cỡ trung bình được biết đến từ Thượng Famennian Cleveland Shales của Ohio. Chiều dài hộp sọ ước tính khoảng 6–9 cm.